# Parafia świętych Apostołów Filipa i Jakuba w Rogowie Opolskim
Parafia świętych Apostołów Filipa i Jakuba w Rogowie Opolskim – parafia rzymskokatolicka, znajdująca się w diecezji opolskiej, w dekanacie Prószków.